# Sepszetipet
Sepszetipet vagy Sepszetiput (šps.t-ỉp(w).t, „A hárem nemes hölgye”) ókori egyiptomi hercegnő volt a II. dinasztia idején.
Sírja nagy valószínűséggel a szakkarai S3477 masztabasír, amelynek bejáratánál Walter Bryan Emery 1902-ben megtalálta az őt ábrázoló mészkő sztélét. A korszakban elterjedt módon a sztélé, melyet szokásosan a sírkamra egy falfülkéjében helyeztek el, áldozati asztal előtt ülve ábrázolja az elhunytat. Sepszetipet szépen göndörített hajjal, szűk, a bal vállán tjet-csomóra emlékeztető módon megkötött ruhában ül az asztal előtt, nyakában nyakláncot visel. Előtte a szokásos áldozati ételek láthatóak. Sepszetipet nevének helye módosításokat mutat, lehetséges, hogy a sztélé eredetileg másvalaki számára készült. Maga a sír rossz állapotban van, nagyrészt beomlott. A sírban megtalálták egy hatvan év körüli nő maradványait; állkapcsa súlyosan el volt deformálódva. A sírból még számos, fekete tintával feliratozott cserépedény is előkerült.